# Lucius Herennius Saturninus
Lucius Herennius Saturninus war ein im 1. und 2. Jahrhundert n. Chr. lebender römischer Politiker.
Saturninus war 97/98 oder 98/99 Statthalter (Proconsul) in der Provinz Achaea. Durch Militärdiplome, die auf den 8. Mai und den 12. Juni 100 datiert sind, ist belegt, dass er 100 zusammen mit Titus Pomponius Mamilianus Rufus Antistianus Funisulanus Vettonianus Suffektkonsul war; die beiden Konsuln übten dieses Amt vom 1. Mai bis zum 30. Juni aus. Sie sind in dieser Funktion auch durch die Fasti Ostienses nachgewiesen. Weitere Militärdiplome belegen, dass Saturninus Statthalter (Legatus Augusti pro praetore) der Provinz Moesia superior war; er dürfte sein Amt von 101/102 bis 103/104 ausgeübt haben.